# Andreas Johnson
Jon Erik Andreas Johnson (Bjärred, 22 marzo 1970) è un cantante, musicista e paroliere svedese.

## Carriera
Trasferitosi in un sobborgo di Stoccolma, dopo avere abitato in varie zone della Svezia, inizia la propria carriera musicale come cantante dei Planet Waves, band che pubblicherà un solo album, Brutal Awakenings, prima di dividersi a causa di conflitti interni. Johnson affronta quindi la carriera da solista, pubblicando il suo album di debutto, Cottonfish Tales.
Nel 1999 ottiene un grande successo, a livello internazionale, con il singolo Glorious, brano che farà parte del secondo album, Liebling, e che sarà utilizzato in un certo numero di messaggi pubblicitari da parte di varie aziende tra cui Volvo, Nutella e Vauxhall Motors. Deadly Happy, terzo album da solista, viene pubblicato nel 2002. L'album successivo, Mr Johnson, Your Room Is on Fire, è pubblicato nel 2005 dalla Warner Music. Il 29 ottobre 2008 è uscito il suo nuovo album Rediscovered, seguito nel 2012 da Village Idiot.
Johnson ha partecipato per cinque volte al Melodifestivalen, la selezione svedese per l'Eurovision Song Contest. Nel 2006 si classifica terzo nella finale. L'anno dopo arriva secondo con la canzone A Little Bit of Love. Nel 2008, accompagnato da Carola Häggkvist, riesce ad approdare alla finale dell'Andra Chansen (lo spareggio per partecipare alla finale del Melodifestivalen) perdendo contro Nordman. Nel 2010 si ripresenta con il brano "We can work it out", che gli vale il 6º posto in finale. Nel 2012, con Lovelight, si ferma ai quarti di finale. Vi prenderà di nuovo parte nel 2015.

## Discografia

### Album in studio
- 1997 - Cottonfish Tales
- 1999 - Liebling
- 2002 - Deadly Happy
- 2005 - Mr. Johnson, Your Room Is On Fire

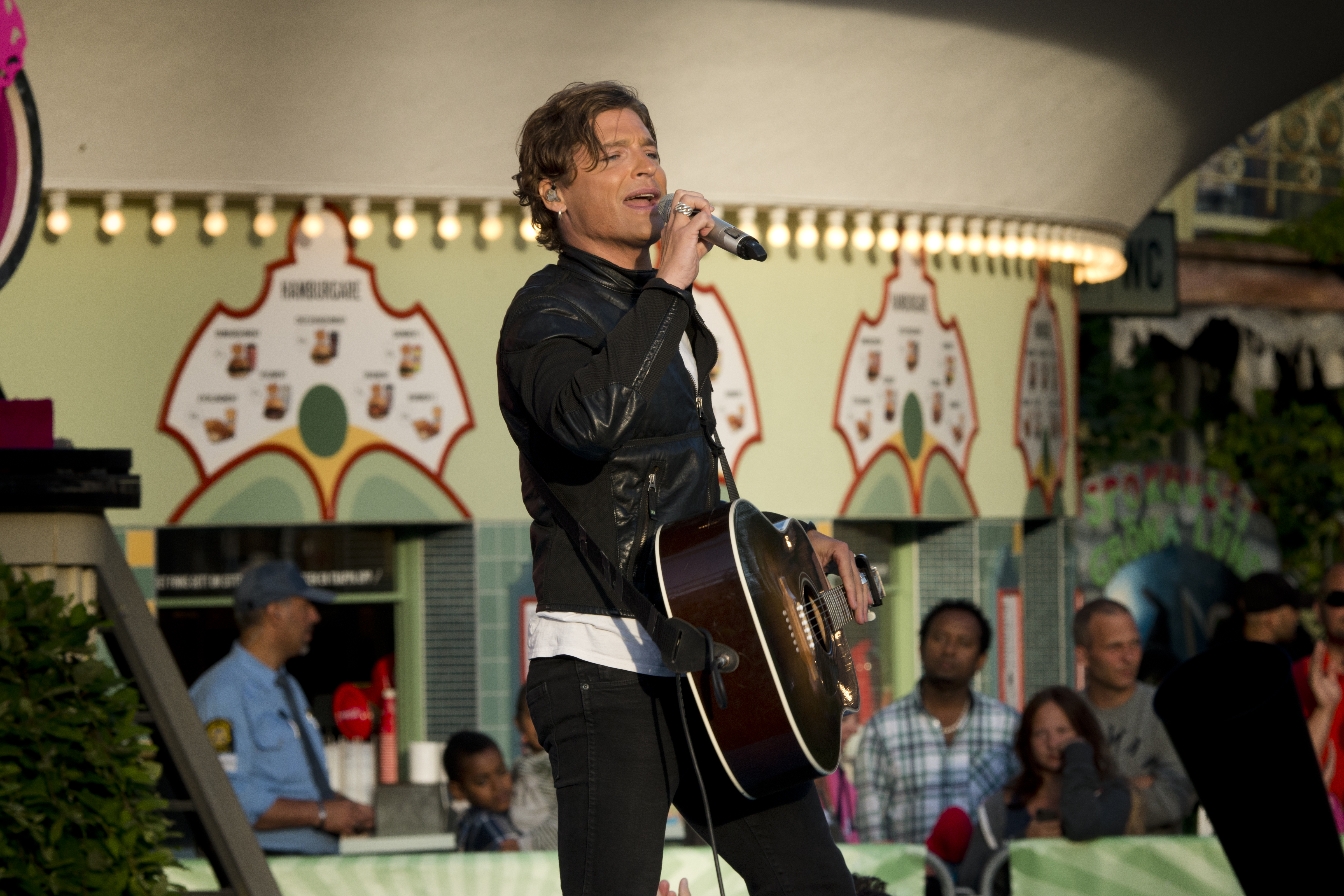
In concerto nel 2014.

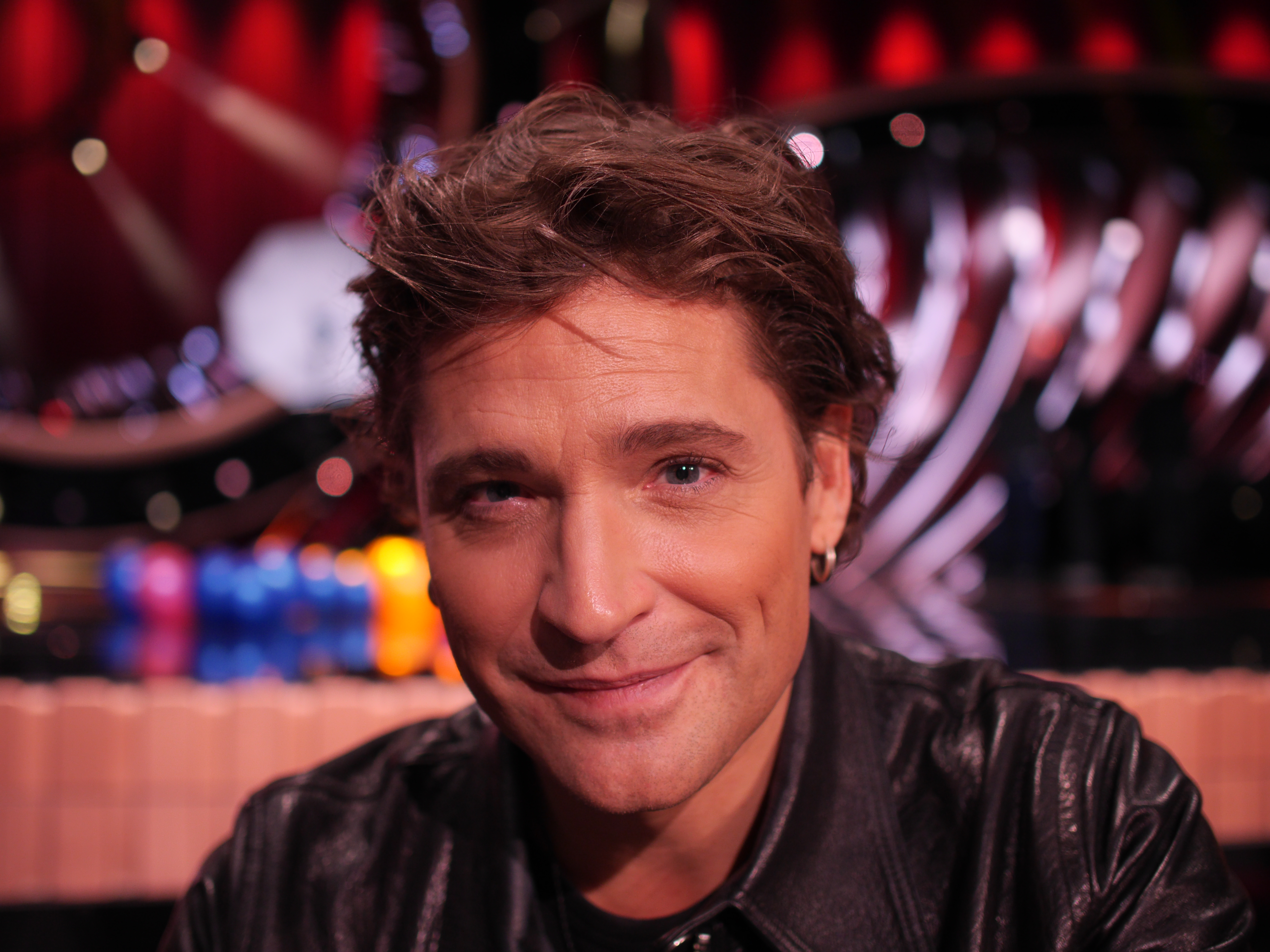
Al Melodifestivalen 2019.

- 2008 - Rediscovered
- 2012 - Village Idiot

### Raccolte
- 2007 - The Collector
- 2010 - Tour Edition

### Singoli
- 1997 - Cruel
- 1997 - Seven Days
- 1999 - Glorious
- 1999 - The Games We Play
- 2002 - Shine
- 2002 - End of the World
- 2002 - Waterfall
- 2005 - Show Me Love[2]
- 2006 - Sing for Me
- 2007 - A Little Bit of Love
- 2007 - Go for the Soul
- 2008 - Lucky Star (con Carola Häggkvist)
- 2008 - One Love (con Carola Häggkvist)